# هجوم شمال غرب سوريا (أبريل–أغسطس 2019)
هجوم شمال غرب سوريا (أبريل 2019–أغسطس 2019) وسُميّت رمزيًا حسب قوات الحكومة السورية بمعركة فجر إدلب هي عملية عسكرية أُطلقت في 30 أبريل من عام 2019 من قِبل النظام السوري بالإضافة إلى حلفائها في شمال غرب حماة وجنوب إدلب وشمال شرق اللاذقيّة، ضد فصائل المعارضة السورية.

## الخلفية
في أواخر عام 2018، تم التوصل إلى اتفاق للتجريد من السلاح بين روسيا وإيران وتركيا. أقامت الصفقة منطقة منزوعة السلاح بالكامل داخل المناطق التي تسيطر عليها فصائل المعارضة السورية، والتي من شأنها أن تسير على خط الاتصال بأكمله بين الجانبين. وقد تطلب الاتفاق من جماعة هيئة تحرير الشام الجهادية المرتبطة بالقاعدة وغيرها من الجماعات الجهادية الانسحاب من المنطقة بالكامل. وبعد ذلك يتم حل حكومة الإنقاذ السورية التي تديرها هيئة تحرير الشام. سمح للجبهة الوطنية للتحرير الأكثر اعتدالاً والمدعومة من تركيا بالبقاء داخل المنطقة المنزوعة السلاح، لكن كان عليها سحب جميع الأسلحة الثقيلة منها. ستنشئ تركيا مراكز مراقبة عسكرية على جانب فصائل المعارضة السورية في منطقة الاتصال، في حين أن روسيا وإيران ستفعلان الشيء نفسه على جانب الحكومة. اضطرت فصائل المعارضة كذلك إلى فتح وتأمين الوصول المدني غير المقيد من خلال الطرق السريعة M4 وM5 التي تمر عبر محافظة إدلب التي تسيطر عليها المعارضة.
غير أن الصفقة لم تنفذ بالكامل. وفي مطلع عام 2019، شنت هيئة تحرير الشام هجوما على الجبهة الوطنية للتحرير، مؤكدة سيطرتها على ما يقرب من كامل إدلب الكبرى التي تسيطر عليها فصائل المعارضة السورية. وأبرمت الجبهة الوطنية للتحرير صفقة مع هيئة تحرير الشام، وإنهاء القتال بين المجموعتين، والسماح لهيئة تحرير الشام بالاستيلاء على المنطقة. لم يتم حل حكومة الإنقاذ السورية التي تديرها هيئة تحرير الشام ومددت حكمها لتشمل جميع المناطق التي تم الاستيلاء عليها مؤخراً، بما في ذلك المناطق المنزوعة السلاح. لم تتم إعادة فتح طرق النقل السريع M4 وM5. ومُدد الموعد النهائي لانسحاب هيئة تحرير الشام من المنطقة المجردة من السلاح عدة مرات لإتاحة مزيد من الوقت لتركيا للتوسط في صفقة سياسية، لكن الانسحاب لم يحدث قط. وكثيرا ما تبادلت هيئة تحرير الشام والقوات الحكومية السورية المتمركزة على طول خط التماس نيران المدفعية منذ استيلاء هيئة تحرير الشام على إدلب.
في أواخر أبريل، شنت القوات الجوية السورية والروسية حملة جوية مكثفة ضد فصائل المعارضة السورية التي ما زالت مقيمة داخل المنطقة المجردة من السلاح. كانت الحملة مدعومة بنيران المدفعية والصواريخ من الجيش السوري. أعلنت الحكومة الروسية أن الاتفاق لم ينفذ من قبل فصائل المعارضة، وبالتالي بررت التدخل العسكري.

## الهجوم

### التقدم الافتتاحي
في 30 أبريل، أعيد نشر أعداد كبيرة من جنود الجيش السوري إلى محافظة حماة وإدلب بعد إعطائهم الضوء الأخضر لإطلاق هجومهم على شمال غرب سوريا الخاضعة لسيطرة فصائل المعارضة. وفي اليوم نفسه، بدأت الغارات الجوية السورية والروسية الثقيلة في جميع أنحاء شمال غرب سوريا استعدادا لهجوم بري.
في 6 مايو، شن الجيش السوري هجومًا بريًا على المناطق التي تسيطر عليها هيئة تحرير الشام والجبهة الوطنية للتحرير في شمال حماة وجنوب إدلب، بعد ستة أيام من الغارات الجوية المكثفة التي شنتها القوات الجوية السورية والجوية الروسية على المنطقة. وذكر النظام السوري أن الهجوم قد حدث بسبب تزايد هجمات فصائل المعارضة على المناطق التي تسيطر عليها الحكومة والتي مصدرها المنطقة المجردة من السلاح. وذكرت فصائل المعارضة المتمركزة في إدلب أنها تعتقد أن الهدف من الهجوم سيتمثل في الاستيلاء على الطرق السريعة M4 و M5 في محافظة إدلب. نشرت قوات الدفاع الوطني صوراً على مواقع التواصل الاجتماعي، تُظهر مركبات مدفعية صاروخية متنقلة تحمل شارات قوات الدفاع الوطني التي يُزعم أنها تستهدف مواقع المعارضة.
في 7 مايو، استولى النظام السوري على قرى تل عثمان والباني والجنابرة. كما استهدف مواقع هيئة تحرير الشام والجبهة الوطنية للتحرير وجيش العزة بالصواريخ والمدفعية. أفاد المرصد السوري لحقوق الإنسان أن ما لا يقل عن 69 مدني و41 مقاتلا من المعارضة قد قتلوا حتى تلك اللحظة، منذ بداية التصعيد. كثّفت القوات الجوية الروسية غاراتها الجوية على فصائل المعارضة، رداً على الصواريخ وقذائف الهاون، التي ذكرت روسيا أن مسلّحين مجهولي الهوية قد أطلقوها على قاعدة حميميم الروسية. أفاد الجيش السوري أنه قتل 15 معارضًا في اليوم السابق، بينما فقد 11 جنديًا.
في 8 مايو، استولى النظام السوري على بلدة كفر نبودة بعد معركة قصيرة. نشرت وسائل الإعلام الموالية للحكومة لقطات تظهر دروعًا تابعة لقوات النمر داخل المدينة. أفادت قوات الجيش بأنها تقدمت من شمال شرق اللاذقية، واستولت على النقطة 1154 في جبل زويقات. أفادت وزارة الدفاع الروسية أن قاعدة حميميم الجوية قد استُهدفت مرة أخرى بصواريخ أطلقت من داخل المنطقة المنزوعة السلاح، على أيدي مجموعات تم تحديدها بـ «كتيبة أرض الباب» و«كتيبة جبل بطمة» (وكلتاهما تعتبران جماعة إرهابية من قبل روسيا). وبحسب ما ورد فقد تم إسقاط جميع الصواريخ الـ 12 التي أُطلقت على القاعدة، بواسطة الدفاع الجوي ولم تتسبب في إصابات أو أضرار. قصفت الطائرات الحربية الروسية والمدفعية السورية الموقع التي أطلقت منها الصواريخ. بعد سيطرة القوات الحكومية على بلدة كفر نابودة، شنت هيئة تحرير الشام هجومًا مضادًا في الليل من خلال نشر عربات مفخخة لقيادة الهجوم، تلاه هجوم مسلح على مواقع تسيطر عليها قوات النمر. بعد ساعات م القتال زعمت هيئة تحرير الشام أنها استعادت البلدة، لكن الجيش السوري نفى هذا الادعاء.

في 9 أيار، استولى الجيش السوري على بلدة قلعة المضيق، وكذلك قرى تل هواش والتوينة والكركات من قوات المعارضة وأكد الجيش السوري لاحقًا سيطرته على قرية الشريعة، وكذلك تل الصخر والمزارع المحيطة بها. أعلن متحدث باسم الجبهة الوطنية للتحرير انسحاب المجموعة من المنطقة، مشيرًا إلى أنها قد خسرت قلعة المضيق عسكريًا بالفعل في تلك المرحلة. وواصلت القوات الجوية الروسية والقوات الجوية السورية استهداف مواقع المعارضة في شمال غرب سوريا بضربات جوية. في نفس اليوم وعلى الرغم من إعلان الانسحاب من بلدة قلعة المضيق، دمرت الجبهة الوطنية للتحرير دبابة تابعة للجيش السوري في القرية باستخدام آلية للصواريخ. رداً على التقدم الحكومي، شكلت 20 مجموعة من بينها هيئة تحرير الشام وتنظيم حراس الدين وأحرار الشام والعديد من تشكيلات الجيش السوري الحر ومجموعات جزء من الجبهة الوطنية للتحرير، اسميًا موحّدًا باسم «غرفة عمليات الفتح في دمشق» لمواجهة هجوم الحكومة.
في 10 أيار، شنت قوات المعارضة المشتركة، بقيادة هيئة تحرير الشام هجومًا مضادًا لاستعادة كفر نبودة. واجه المعارضة مقاومة شديدة الجيش السوري، مما أثار اشتباكات نارية. تعرضت الجماعات المسلحة لغارات كثيفة من الضربات الجوية والمدفعية الحكومية. ذكرت وسائل الإعلام السورية أن الهجمات المضادة صدتها القوات الحكومية.
في 11 مايو، استعاد الجيش السوري السيطرة على بلدة الشريعة، كما سيطر على قريتي ميدان غزال وباب الطاقة. وقد استطاع بعد اشتباكات مع هيئة تحرير الشام ودعمٍ جوي ومدفعي كثيف من السيطرة على قريتي الجمازية والمستريحة في سهل الغاب، واخترق حدود محافظة إدلب الإدارية ليستولي على بلدة العريمة. أفاد المرصد السوري لحقوق الانسان أن الجيش سيطر حتى الآن على 9 قرى في شمال غرب البلاد منذ بدء العملية العسكرية.
في 12 مايو، استهدفت فصائل المعارضة مركز تعليمي للأطفال في بلدة السقيلبية ممّا أدّى لوفاة امرأة و5 أطفال، وإصابة 8 آخرين ستّةٌ منهم أطفال، كما نتجَ دمار في المباني والممتلكات. وردّت قوات الجيش باستهداف مواقع للفصائل المسلحة بريف إدلب، واستهدف الطيران الحربي الروسي مواقع أخرى في قرية الهبيط.
في 13 مايو، استعاد الجيش السوري السيطرة على تل هواش بعد أن كان قد خسرها عقب اشتباكات مع المعارضة. كما سيطر أيضاً على بلدتي الحواش والجابرية بعد معارك مع تحرير الشام وجبهة التحرير. وفي وقت لاحق، استولى الجيش على بلدتي التوبة والشيخ مسكين من العصابات المسلّحة. شن جيش العزة، بدعم من «جبهة التحرير» و «هيئة تحرير الشام» هجومًا مضادًا على جبهة الحماميات، جنوب كفر نبودة؛ وزعمت مصادر المعارضة أنها استعادت السيطرة على الحماميات وتل الجبين والشيخ إدريس بحلول نهاية اليوم، بينما زعمت المصادر الموالية للحكومة أن هجمات المعارضة تم صدها جميعًا.
أفادت تقارير أن فصائل المعارضة قصفت مدينة السقيلبية مرة أخرى، حيث أبلغت وسائل الإعلام السورية عن مقتل مدني وجرح خمسة آخرين. خلال الهجوم، قُتل جندي سوري وقطع رأسه على يد أحد مقاتلي تنظيم أحرار الشام، حيث تم نشر مشاهد الإعدام في فيديو. وقد هددت المعارضة بقطع رأس المزيد من المقاتلين الموالين للحكومة.
في 14 مايو، تمكّن الجيش السوري بمشاركة وحدات القتحام في قوات النمر، من السّيطرة على بلدة الحمرا وعلى المطار الشراعي الزراعي، بعد اشتباكات مع هيئة تحرير الشام بدعم مدفعي وجوّي ليُحاصر مسلّحي التنظيم في قرى الحويز والحويجة وجسر بيت راس.
في 15 مايو، استولى الجيش العربي السوري على كامل منطقة الحويز، بما في ذلك البلدات الثلاث الواقعة على المنحدر الجنوبي الغربي لجبل الزاوية.
في 16 مايو، صدت قوات هيئة تحرير الشام محاولة تسلل للجيش السوري على محور كبانة في اللاذقية، مما أسفر عن مقتل وجرح العديد من جنود الجيش السوري. أصدرت هيئة تحرير الشام صورا للعملية، تظهر المدفعية وقذائف الهاون التي تقصف القوات الحكومية. وكان التسلل الفاشل دعما للهجوم الرئيسي المقبل للجيش السوري للاستيلاء على بلدة كبانة الاستراتيجية، التي من المقرر أن يقودها اللواء 42 (قوات غياث) من الفرقة المدرعة الرابعة، وبدعم من قوات النمر. شن الجيش العربي السوري عددا من الهجمات على كبانة خلال الأسبوعين الماضيين، ولكن تم صده في كل مرة، مع الإبلاغ عن وقوع العديد من الضحايا.
في 17 مايو، حشد الجيش العربي السوري القوات من أجل الهجوم المتوقع على كبانة، في حين تعرضت مواقع المعارضة داخل البلدة وحولها للضرب مرات عديدة بالمدفعية الحكومية والغارات الجوية الروسية. كان من المتوقع أن يواجهوا مقاومة من مقاتلين موالين لهيئة تحرير الشام والحزب الإسلامي التركستاني في سوريا.

### وقف إطلاق النار لمدة ثلاثة أيام والهجوم المضاد للمعارضة
في 18 مايو، أعلن الجيش السوري وقف إطلاق النار لمدة ثلاثة أيام ووضع الهجوم في الانتظار. أعلنت الجبهة الوطنية للتحرير أنها سترفض جميع مقترحات وقف إطلاق النار ما لم يعيد الجيش السوري جميع المناطق «المحتلة» إلى سيطرة المعارضة. وبعد عدة ساعات، ادعى الحزب الإسلامي التركستاني غارة صاروخية موجهة مضادة للدبابات على مركبة قتال مشاة تابعة للجيش السوري، مما يدل على رفض الجماعة لوقف إطلاق النار.
في 19 مايو، ذكر المركز الروسي للمصالحة في سوريا أن المعارضة نفذت 13 هجومًا على مواقع حكومية منذ بدء وقف إطلاق النار، مما أدى إلى 3 جرحى بين جنود الجيش. كما ذكرت أن هجمات المعارضة على قاعدة حميميم الجوية الروسيّة لم تتوقف، مشيرًا إلى وقوع 12 هجومًا على القاعدة الجوية منذ الشهر الماضي. خلال المعارك في جبل الأكراد بريف اللاذقية الشمالي، اتّهم تنظيم هيئة تحرير الشام، الجيش السوري باستهداف بلدة الكبانة بصواريخ تحوي غاز الكلور، بينما نفت قيادة الجيش السوري ووزارة الخارجية هذا الادّعاء والتقارير الإعلامية المرتبطة به ووصفتها بالكاذبة والمفبركة. وفي اليوم نفسه، أعلنت أحرار الشرقية، وهي مجموعة مؤلفة من منفيين معظمهم من محافظة دير الزور، أنها ترسل تعزيزات إلى إدلب وحماة لمساعدة المعارضة في محاربة القوات الموالية للحكومة.
بحلول 21 مايو، كان تأجيل التنفيذ قد انتهى. وذكرت وزارة الدفاع الروسية أن المعارضة لم تحترم وقف إطلاق النار. حاولت وحدات الجيش العربي السوري وقوات الدفاع الوطني التقدم في كبانة، ولكن تم صدها من قبل قوات هيئة تحرير الشام والحزب الإسلامي التركستاني. شنت المعارضة مختلفة هجوما مشتركا على المناطق التي تسيطر عليها الحكومة بالقرب من الحماميات والجبين، ولكن الجيش العربي السوري صدها. شنت القوات السورية غارات جوية ومدفعية وصاروخية واسعة النطاق على مواقع المعارضة المختلفة.
شنت الجبهة الوطنية للتحرير هجوما مضادا ثانيا، واقتحمت عدة مواقع موالية للحكومة مع نشر هيئة تحرير الشام مركبة انتحارية تحمل عبوة ناسفة مرتجلة أيضا؛ ولم يتم الإبلاغ عن أي تقدم من قبل أي من الجانبين. أكد رئيس مركز المصالحة الروسي في سوريا أن قوات هيئة تحرير الشام تواصل تقدمها على كفر نبودة حتى المساء، حيث قامت هيئة تحرير الشام بنشر عدة مركبات انتحارية مفخخة ودبابات في الهجوم. وفي الوقت نفسه، ادعت هيئة تحرير الشام أنها ألقت القبض على عقيد للجيش العربي السوري يدعى حسان حبيب خلال الهجوم على البلدة. وبحلول نهاية اليوم، نجحت قوات المعارضة في استعادة كفر نبودة بعد أن أخرجت القوات الحكومية من البلدة بعد هجوم ثان. نشرت وكالة إعلامية مرتبطة بهيئة تحرير الشام صورا لمقاتلي الجماعة في البلدة، كما نشرت الجبهة الوطنية للتحرير صورا لمقاتليها يتقدمون في ضواحي البلدة. كما تم أُسر قائد قوات النمر التابعة للجيش السوري، يدعى عبد الكريم السليمان، من قبل قوات المعارضة.

## هجوم كيميائي مزعوم
في 22 مايو، قال أربعة من مقاتلي هيئة تحرير الشام أنهم أصيبوا جراء ذخائر غاز الكلور التي أطلقتها القوات الموالية للحكومة قبل ثلاثة أيام، يوم الأحد 19 مايو. اتهمت وزارة الدفاع الروسية هيئة تحرير الشام بترتيب هجوم كيميائي مزيف. ادعى رئيس مركز المصالحة الروسي في سوريا أنه وفقا لمقاتلي هيئة تحرير الشام الذين تم القبض عليهم، قامت هيئة تحرير الشام بتطوير «جناح كيميائي» مكلف بإنشاء أسلحة كيميائية لهجوم يحمل أعلامًا مزيَّفة الذي سيتم إلقاء اللوم عليه بعد ذلك على الحكومة السورية. ونفت وزارة الخارجية والمغتربين السورية هذه الادعاءات، مشيرة إلى أنه لم يتم استخدام أي أسلحة كيميائية، مضيفة أن سوريا «تعاونت بشكل كامل مع منظمة حظر الأسلحة الكيميائية التي أعلنت أن سوريا خالية من الأسلحة الكيميائية». وذكرت الخوذ البيضاء المؤيدة للمعارضة أنه «لم يكن هناك تأكيد للهجوم»، في حين ذكر المرصد السوري لحقوق الإنسان أنه «لا يوجد دليل على الإطلاق» على وقوع أي نوع من الهجمات الكيميائية.
وذكرت حكومة الولايات المتحدة أنها سوف «تحقق» فيما إذا كانت الحكومة السورية قد استخدمت أسلحة كيميائية مزعومة وهددت «بالرد بسرعة» في حالة تأكيد الادعاءات. وذكرت المملكة المتحدة أنها «سترد» إذا ثبت استخدام أي أسلحة كيميائية. وقالت الحكومة الفرنسية انها «احظت هذه الادعاءات بقلق». أعلن المبعوث الأمريكي الخاص للصراع السوري جيمس فرانكلين جيفري في وقت لاحق أمام لجنة العلاقات الخارجية بمجلس النواب الأمريكي أنه لا يمكن تأكيد مزاعم الهجوم.

## ردود الفعل
المنظمات
- الأمم المتحدة - دعا الأمين العام الأمم المتحدة أنطونيو غوتيريس إلى «وقف عاجل للتصعيد». أفادت الأمم المتحدة أن أكثر من 152,000 شخص في إدلب قد نزحوا منذ أواخر أبريل، منذ بداية الهجوم.[91] قرر مجلس الأمن التابع للأمم المتحدة عقد اجتماع مغلق لمناقشة الهجوم يوم الجمعة (10 أبريل)، بمبادرة من ألمانيا وبلجيكا والكويت.[92]

الدول
- فرنسا - عبر الرئيس الفرنسي إيمانويل ماكرون عن «قلقه الكبير» لتصاعد العنف وحثَّ الطّرفين على إيجاد حلٍّ سياسيّ برعاية الأمم المتحدة.[93]
- ألمانيا - أدان نائب وزير الخارجية الألماني كريستوفر برجر تصاعد العنف في إدلب قائلاً: «نحن ندين التفجيرات الشديدة التي استهدفت البنية التحتية الإنسانية»، مضيفًا أن بعض المنشآت التي استهدفتها الغارات الجوية تلقت تمويلًا ألمانيًا، وذُكر أنها تعرضت لهجمات كما صرّح بيرغر قائلاً: «يجب أن يكون أي عمل عسكري [ضد الجماعات الإرهابية] متوافقًا مع القانون الدولي، ويجب حماية السكان المدنيين».[94]
- روسيا - صرّح وزير الخارجية الروسي سيرغي لافروف أن «معظم إدلب تسيطر عليها الجماعات الإرهابية، التي تواصل استهداف المدنيين وتقوم باستفزازات ضد الجيش السوري، وهو أمر لا يمكن السماح به»، مضيفًا أنه «عش الإرهابيين [ في إدلب] يجب اقتلاعه».[95][96]
- تركيا – قال وزير الدفاع التركي خلوصي آكار أن القوات السورية يجب أن تنسحب إلى المناطق المتفق عليها مع اتفاق أستانا، كما ادعى أن الهجوم يخلق أزمة إنسانية كارثية. ودعا آكار روسيا إلى وقف هجوم الحكومة قائلا: “نتوقع من روسيا اتخاذ إجراءات فعالة وحازمة لحمل قوات النظام على وقف هجماتها على جنوب إدلب والعودة فورا إلى الحدود التي حددها اتفاق أستانا”.[97]
- قطر - في 3 يوليو 2019، أدان نائب المندوب الدائم لدولة قطر في مؤتمر الأمم المتحدة بجنيف، عبد الله النعيمي، هجوم الحكومة السورية وما صاحبه من ضربات جوية وسقوط ضحايا مدنيين، وأدان انتهاك الحكومة لاتفاقية خفض التصعيد.[98]

المنظمات غير الحكومية
- المعارضة السورية: قال ممثل المعارضة ناصر الحريري في مؤتمر صحفي بمدينة غازي عنتاب التركية، أن القوات الجوية السورية والروسية نفذت أكثر من 6000 غارة جوية على أهداف الجماعات المسلحة المُعارضة منذ بدء التصعيد.[99] وقد رفض وساطة الأمم المتحدة قائلاً إن «مجلس الأمن التابع للأمم المتحدة لم يعد كافياً لحماية المدنيين ولم يعد مسؤولاً عن الحفاظ على الأمن الدولي والإقليمي».[100] ودعا تركيا إلى التدخل نيابة عن المعارضة، حيث أن تركيا كانت قد أنشأت مراكز مراقبة عسكرية في المنطقة المجردة من السلاح.[101] وصرح متحدث باسم ما يسمّى «الجبهة الوطنية للتحرير» بأن الجبهة ترفض رفضًا قاطعًا أي دوريات روسية تركية مشتركة داخل المنطقة المجردة من السلاح كجزء من أي اتفاق لوقف إطلاق النار، مضيفًا أنها لن تقبل سوى بالقوات التركية.[102] وقد كانت الدوريات الروسية التركية المشتركة جزءًا مثيرًا للجدل من اتفاقية تجريد إدلب من السلاح.